# Sân bay Ängelholm-Helsingborg
Sân bay Ängelholm-Helsingborg (IATA: AGH, ICAO: ESTA), tọa lạc cách Helsingborg 34 km và cách Ängelholm 7 km ở Thụy Điển.
Sân bay Ängelholm-Helsingborg là sân bay lớn thứ ba của phía Nam Thụy Điển (Götaland) và lớn thứ 10 quốc gia này. Năm 2005, sân bay này đã phục vụ khoảng 370.000 khách 

### Các hãng hàng không và các điểm đến
- Air Europa (Las Palmas [theo mùa])
- Gotlandsflyg, operated by Avitrans Nordic (Visby)
- Kullaflyg, operated by Golden Air (Sân bay Visby [theo mùa], Sân bay Stockholm-Bromma, Mora [theo mùa])
- Scandinavian Airlines (Sân bay Stockholm-Arlanda)
- TUIfly Nordic (Larnaca International Airport [theo mùa], Sân bay Palma de Mallorca [theo mùa])